# RhB Ge 2/2
Les Ge 2/2 sont de petites locomotives électriques du chemin de fer de la Bernina, aujourd'hui partie intégrante des chemins de fer rhétiques. 

## Histoire
Seuls deux exemplaires ont été construits, numérotés 61 et 62 à l'origine, puis 161 et 162 dès 1961.
Les deux locomotives à courant continu ont été utilisées en service de ligne dès 1911 par le chemin de fer de la Bernina. Elles étaient alors peintes en marron et équipées de perches de prise de courant en forme de lyre. À la suite de la reprise de la ligne de la Bernina par les RhB en 1942, elles ont été modernisées : elles sont maintenant équipées de pantographes unijambistes et utilisées pour les manœuvres à Poschiavo. Elles sont à présent peintes en orange.
Au milieu de chaque se trouve un couloir qui permettait l'intercirculation avec la rame. L'utilisation de tels couloirs, non protégés, est maintenant interdite y compris au personnel et les passerelles ont été déposées. 
Il existe, dans le parc historique du chemin de fer de l'Appenzell, une locomotive semblable numérotée Ge 2/2 49, construite en 1955 sur un châssis de 1912. Elle était numérotée Te 49 de 1975 à 2012. D'autres engins de la même sorte existent aux TPF (Te 2/2 11–12, désignés Ge 2/2 jusqu'en 1954) et aux MVR (Te 81–82).